# Lycomorpha drucei
Lycomorpha drucei là một loài bướm đêm thuộc phân họ Arctiinae, họ Erebidae.